# Guerra de Continuación
La Guerra de Continuación (en finés, jatkosota; en sueco, fortsättningskriget; en ruso, Советско-финская война) enfrentó a Finlandia y la Unión Soviética desde el 25 de junio de 1941 al 19 de septiembre de 1944. Lleva su nombre debido a que fue la segunda guerra librada entre ambos países.
En Finlandia la guerra recibe su nombre con el fin de dejar claro su carácter de continuación de la Guerra de Invierno de 1939, lo que explica por qué tradicionalmente esta guerra ha sido vista como un enfrentamiento separado de la Segunda Guerra Mundial, aun cuando varias operaciones fueron llevadas a cabo en el marco del conflicto. La historiografía soviética considera esta guerra como el frente finlandés de la Gran Guerra Patria.
La guerra comenzó en conjunto con la invasión de Alemania a la Unión Soviética. En el corto plazo, Finlandia logró recuperar los territorios perdidos en la anterior Guerra de Invierno, tales como el istmo de Carelia y las orillas del lago Ládoga, e incluso más, invadiendo la región rusa de Karelia Oriental, avanzando tan solo a treinta kilómetros de la ciudad de Leningrado. Sin embargo, una operación conjunta con fuerzas alemanas falló en tomar la ciudad de Múrmansk e interrumpir el recorrido del ferrocarril a Kírov, principal ruta de traslado de la asistencia aliada a la Unión Soviética.
Cuando para las autoridades soviéticas quedó claro que el interés finlandés no estaba en apoyar el esfuerzo bélico alemán en su totalidad, el frente disminuyó la intensidad y cantidad de combates, ya que las fuerzas soviéticas fueron redesplegadas a otros frentes. La situación se mantuvo en una relativa estabilidad por unos años, hasta junio de 1944, cuando se ejecutó la Cuarta Ofensiva Soviética, conocida como la ofensiva de Víborg-Petrozavodsk, que logró expulsar a los finlandeses de la mayoría de los territorios que habían ocupado durante la guerra. La ofensiva, sin embargo, fue contenida en agosto.
Las hostilidades entre Finlandia y la Unión Soviética terminaron con un alto el fuego formalizado por la firma del Armisticio de Moscú, el 19 de septiembre de 1944. Una de las condiciones más importantes de este acuerdo fue el término de la alianza de Finlandia con Alemania, lo que supuso la expulsión o desarme de cualquier tropa alemana en territorio finlandés, llevando así a la Guerra de Laponia entre alemanes y finlandeses.
Tras la firma del Tratado de París en 1947, los anteriores bordes de Finlandia fueron restaurados. Finlandia se vio obligada a ceder el municipio de Petsamo y el arrendamiento de la Península de Porkkala a la URSS. Además, se exigió el pago a Finlandia 300 millones de dólares en reparaciones de guerra.
De acuerdo a diversas fuentes, aproximadamente 63.200 finlandeses y 23.200 alemanes murieron o desaparecieron durante la guerra. Las estimaciones de soviéticos muertos o desaparecidos oscilan entre 250.000 y 305.000, mientras que se estima que 575.000 resultaron heridos o cayeron enfermos.

## Introducción
Durante el conflicto, Finlandia actuó coordinada con Alemania en contra de la Unión Soviética. Las razones de Finlandia para formar dicha alianza han sido tradicionalmente asumidas como las consecuencias de la Guerra de Invierno de 1939, librada contra la URSS, junto con la negativa aliada de apoyar a Finlandia en dicho conflicto.
La alianza militar con Alemania fue escasamente discutida en Finlandia, y un amplio consenso actual en el país apoya la idea de que, de no haberse producido, los finlandeses no habrían sobrevivido a la guerra como Estado independiente. Aunque la sabiduría convencional entre los nativos que crecieron entre los 60 y 70 (en pleno auge de las relaciones amistosas entre Finlandia y la URSS) afirma que la Guerra de Continuación fue un error finlandés, la opinión actual es que no había nada que Finlandia pudiera haber hecho para evitar ni la Guerra de Invierno ni la Guerra de Continuación, por lo menos en los años inmediatamente anteriores a ambas.
A pesar de que la Guerra de Continuación se libró en un área periférica de la Segunda Guerra Mundial e implicó cantidades relativamente pequeñas de tropas, su historia es interesante, ya que plantea dudas sobre la certeza moral de los Aliados, así como sobre la Teoría de la paz democrática, según la cual los países democráticos no se declaran la guerra los unos a los otros: al contrario que durante la Guerra de Invierno, el Reino Unido y sus dominios declararon la guerra a Finlandia el 6 de diciembre de 1941, como resultado de la alianza con la Unión Soviética, aunque la única acción de guerra británica en suelo finlandés fue un ataque mediante aviones Fairey Swordfish contra buques alemanes atracados en el puerto finlandés de Petsamo, en el norte del país. De igual forma existen pruebas de que el servicio de inteligencia finlandés participó de forma efectiva en las acciones alemanas contra los convoyes británicos con destino a Múrmansk.
Los grandes eventos durante la Segunda Guerra Mundial y el curso de la guerra en general tuvieron un impacto significativo en la Guerra de continuación:
- La invasión alemana de la Unión Soviética (Operación Barbarroja) está íntimamente relacionada con el principio de la guerra.
- La invasión aliada de Francia (Batalla de Normandía) estaba coordinada con la Cuarta Ofensiva Estratégica soviética, dirigida principalmente contra Finlandia (9 de junio al 15 de julio de 1944), y desembocó en una alianza militar de cinco semanas entre Finlandia y Alemania (26 de junio al 4 de agosto de 1944).
- La carrera hacia Berlín entre aliados y soviéticos al final de la Segunda Guerra Mundial supuso el fin de la Guerra de Continuación, al convertir en irrelevante el escenario en Europa del Norte.

## Consideraciones
A diferencia de la Guerra de Invierno, que fue una guerra de agresión soviética contra Finlandia, la Guerra de Continuación fue una guerra de agresión iniciada por los finlandeses, en un intento de rectificar el resultado de la Guerra de Invierno y prevenir una posible segunda agresión soviética. Actualmente en Finlandia existe un debate sobre si el país tenía alguna opción realista de no unirse a Alemania en la Operación Barbarroja, y sobre cuánto estaban moralmente justificadas las operaciones finlandesas. Sin embargo, existe un consenso general respecto a que el objetivo principal finlandés fue el intento de recuperar el territorio perdido en la Guerra de Invierno, sin que aquello supusiera la anexión de más territorio soviético, para garantizar su supervivencia como Estado democrático en un contexto internacional hostil.
A pesar de la derrota, el esfuerzo finlandés durante la Segunda Guerra Mundial fue exitoso en cuanto al principal objetivo, si bien el precio fue muy alto en vidas humanas, reparaciones de guerra, pérdidas territoriales, erosión del prestigio internacional y subsiguiente acomodo a las perspectivas estratégicas soviéticas. La alianza germano-finlandesa fue diferente a la mayoría de alianzas de Alemania con el resto de los países del Eje, como ejemplifica la participación de judíos finlandeses en la lucha contra la Unión Soviética.
Los objetivos bélicos de la Unión Soviética son más complicados de valorar. Se ha argumentado que la política soviética en Finlandia puede encuadrarse en el marco de una estrategia de contención construida a base de una serie de medidas defensivas: la partición de Polonia con Alemania, la anexión de Lituania, Letonia y Estonia y el intento de ocupación de Finlandia en la Guerra de Invierno pueden ser vistas como elementos de la construcción de una zona de seguridad ante la amenaza proveniente de las potencias capitalistas de la Europa Occidental; similar al establecimiento de Estados satélite soviéticos a través del Pacto de Varsovia o el Acuerdo de Amistad, Cooperación y Asistencia suscrito con la Finlandia de la posguerra.
En consecuencia, tras el ataque alemán a la Unión Soviética (Operación Barbarroja), el ataque del Ejército Rojo contra Finlandia es visto a veces como un intento por proteger a la población soviética: a través del control de Finlandia se eliminaban las amenazas sobre Leningrado (la antigua capital imperial rusa San Petersburgo) y el importante puerto de Múrmansk.

## Antecedentes

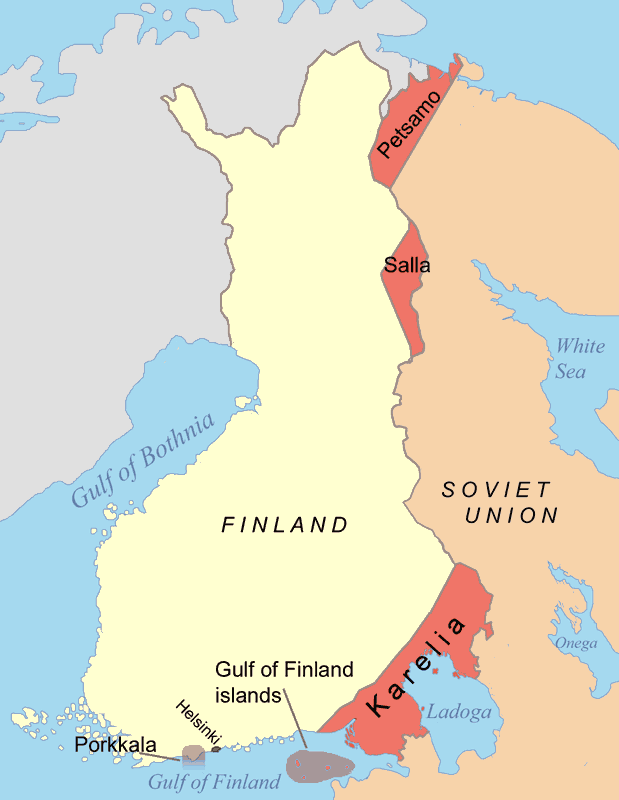
Territorios cedidos por Finlandia a la Unión Soviética en 1940 como resultado de la Guerra de Invierno.

### El Pacto Mólotov-Ribbentrop y la Guerra de Invierno
El Pacto Mólotov-Ribbentrop de 1939 dividió Europa en áreas de influencia, permitiendo a la Unión Soviética presionar a Lituania, Letonia, Estonia y Finlandia. Los tres países bálticos pronto cedieron a las demandas soviéticas, terminando por ser ocupados, pero Finlandia continuó rechazando las condiciones exigidas por la Unión Soviética: la frontera entre la URSS y Finlandia en el istmo de Carelia debía retroceder hacia el oeste a un punto cercano a los 30 km al este de Výborg (en finés, Viipuri), junto con la cesión territorial de Islas en el Golfo de Finlandia, así como en la península de Rybachi (en finés, Kalastajasaarento). Además, Finlandia debería arrendar la península de Hanko durante treinta años y permitir que los soviéticos establecieran una base militar en ella. A cambio, la Unión Soviética cedería los municipios de Repola y Porajärvi del este de Carelia, un área dos veces el tamaño del territorio exigido a Finlandia.
La negativa total de Finlandia a las reclamaciones soviéticas dieron como resultado que el 30 de noviembre de 1939, la Unión Soviética bombardeara Helsinki, y atacara al país con 21 divisiones, sumando 450 000 hombres, dando comienzo a la Guerra de Invierno. A pesar de la condena de la Sociedad de Naciones y de la mayoría de países de todo el mundo, la política soviética no se vio repercutida. Países europeos planearon ofrecer ayuda ayuda internacional a Finlandia, junto con divisiones de voluntarios, pero de hecho poca de ella acabó por materializarse.
La guerra se extendió por tres meses, desde noviembre de 1939 hasta el 13 de marzo de 1940. A pesar de una defensa relativamente sólida por parte de Finlandia, las fuerzas soviéticas terminaron por imponerse tras un altísimo costo de vidas humanas, en lo que fue visto como una derrota moral por parte del Ejército Rojo. El Tratado de Paz de Moscú de 1940, que puso fin a la Guerra de Invierno, fue percibido por la sociedad finlandesa como una gran injusticia, ya que Finlandia se vio obligada a ceder la ciudad de Výborg, junto con un quinto de la capacidad industrial del país y el 11 % de la tierra cultivable. Además, el 12 % de la población finlandesa tuvo que emigrar al lado finlandés de la nueva frontera, y se cedió el uso de Hanko a la Unión Soviética como base militar. Sin embargo, Finlandia consiguió que la Unión Soviética debiese renunciar a sus planes iniciales de anexionarse el país por completo, manteniéndose Finlandia como nación independiente.

### La paz transitoria

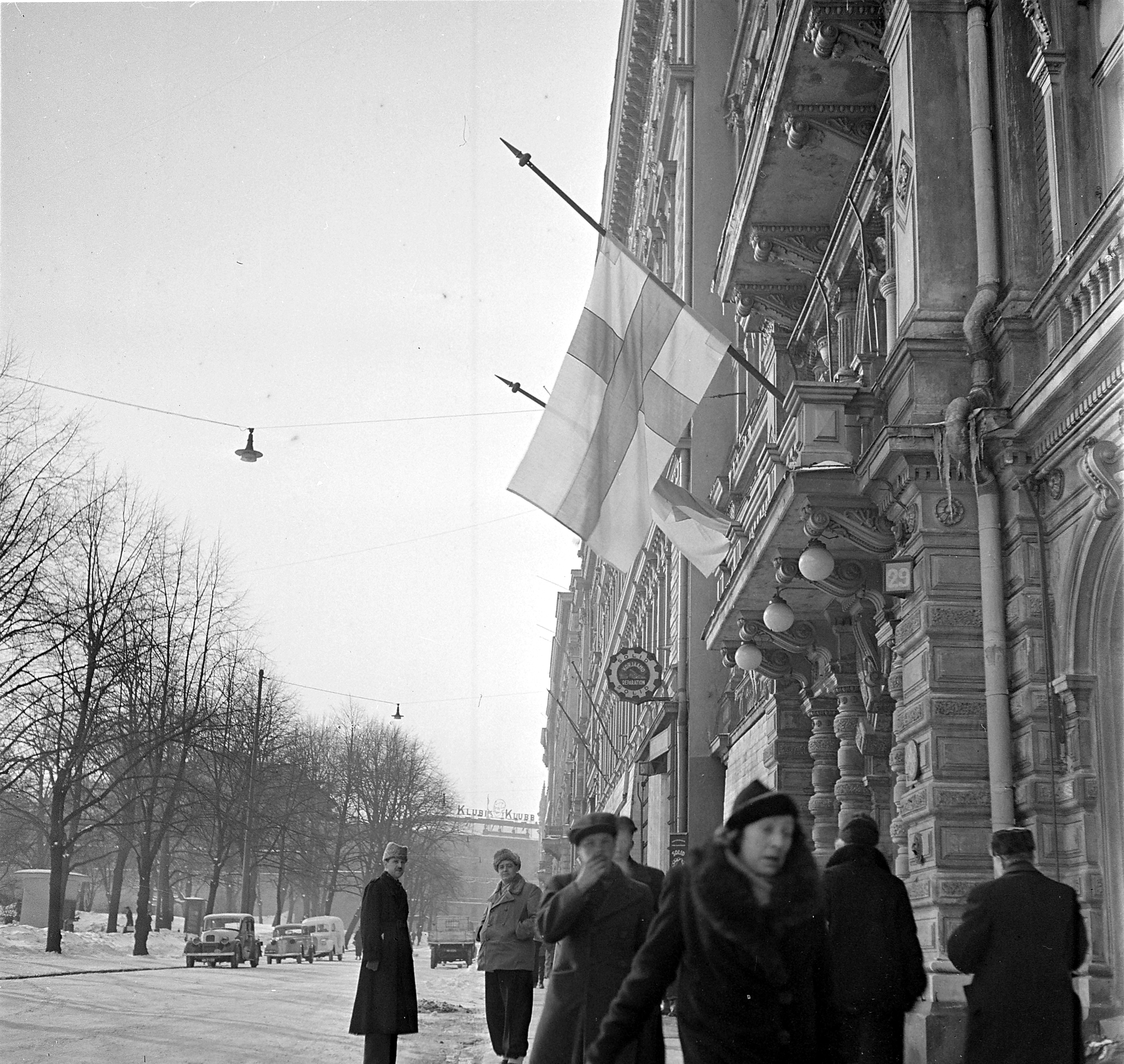
Banderas finlandesas a media asta tras la firma del Tratado de Paz de Moscú.

El Tratado de Paz de Moscú, de 1940, fue un shock para los finlandeses. Fue percibido como la confirmación del fracaso de la política exterior finlandesa, que estaba basada en garantías multilaterales de apoyo. Se buscó entonces suscribir tratados bilaterales y suavizar relaciones tradicionalmente tensas, como con la Unión Soviética y el Tercer Reich alemán. La opinión pública finlandesa anhelaba la recuperación de la Carelia finlandesa, y puso sus esperanzas en la conferencia de paz que se suponía vendría a continuación de la Guerra Mundial. El término Välirauha ("Paz Transitoria") se hizo popular una vez fueron anunciadas las duras condiciones de la paz.
A pesar de la firma del tratado de paz, el estado de guerra y la censura no fueron revocados, dada la cada vez mayor amplitud de la guerra mundial en curso, las dificultades con el suministro de alimentos, y el mal estado del ejército finlandés. Esto permitió que el presidente finlandés, Kyösti Kallio, pudiera pedir al mariscal de campo Carl Gustaf Emil Mannerheim que permaneciera como comandante en jefe y supervisase el rearme y los trabajos de fortificación. Durante 1940, Finlandia recibió material adquirido y donado durante y justo después de la Guerra de Invierno. Los gastos militares ascendieron en 1940 al 45 % del presupuesto nacional. Un tratado de comercio de material militar con el Reino Unido no tuvo apenas efecto, dada la ocupación alemana de Noruega y Dinamarca.
Alemania atacó Dinamarca y Noruega el 9 de abril de 1940. Finlandia, como Suecia, no fue ocupada, pero ambas quedaron rodeadas por la Alemania nazi y la Unión Soviética. Desde mayo de 1940, Finlandia emprendió una campaña para restablecer las buenas relaciones con Alemania. La prensa finlandesa no solo no criticó la política de la Alemania nazi, sino que incluso tomó parte activa en apoyo de sus puntos de vista. La disidencia fue censurada, y tras la Batalla de Francia y la victoria alemana, la campaña se intensificó.
La implementación del Tratado de Moscú generó problemas. La devolución forzada de maquinaria evacuada y locomotoras, y la inflexibilidad en torno a cuestiones que podrían haber aliviado dificultades creadas por la nueva delimitación fronteriza, como derechos de pesca o el uso del canal de Saimaa, aumentaron la desconfianza en la sociedad finlandesa sobre los objetivos reales de la Unión Soviética.
Mientras tanto, y no siendo ello conocido por Finlandia, Adolf Hitler había comenzado a planear la invasión de la Unión Soviética (Operación Barbarroja). Hasta antes de la Guerra de Invierno Hitler no se había mostrado interesado en Finlandia, pero posteriormente comenzó a considerar el valor del país como base de operaciones, y quizás también la utilidad del Ejército finlandés, tras la forma en la que enfrentó al Ejército Rojo. En las primeras semanas de agosto, el temor alemán a un previsible e inminente ataque soviético sobre Finlandia llevó a Hitler a levantar el embargo de armas. Se iniciaron negociaciones concernientes a la obtención de derechos de paso de tropas alemanas a través de Finlandia a cambio de armas y material diverso. Para el Tercer Reich, esto fue una violación del Pacto Mólotov-Ribbentrop, como también fue para Finlandia una ruptura del Tratado de Paz de Moscú. Los negociadores soviéticos habían insistido en que el acuerdo de transferencia de tropas a Hanko no debía ser publicado, haciendo así sencillo para los finlandeses el mantener en secreto el acuerdo de tránsito de tropas con Alemania hasta la llegada de las primeras unidades.

### Relaciones Germano-Finlandesas
Finlandia había realizado intentos por conseguir que Alemania le exportara armamento tras el fin de la Guerra de Invierno, con nulos resultados, en tanto aquello suponía una violación del pacto Mólotov-Ribbentrop. Sin embargo, Adolf Hitler dio el visto bueno y las exportaciones comenzaron cuando se planeó la invasión a la Unión Soviética. Las autoridades militares de ambos países firmaron un acuerdo el 12 de septiembre y se envió un intercambio oficial de notas diplomáticas el 22 del mismo mes. En paralelo, se permitió a las tropas alemanas transitar por Suecia y Finlandia. Este cambio en la política significó que Alemania había redibujado efectivamente la frontera de las esferas de influencia alemana y soviética, violando el Pacto Mólotov-Ribbentrop.
Debido a lo anterior, la Unión Soviética protestó. Viacheslav Mólotov visitó Berlín el 12 de noviembre y solicitó el retiro alemán de Finlandia, recordando el pacto de no agresión firmado entre ambos países. Al respecto, Hitler consultó de qué forma la Unión Soviética pretendía resolver la cuestión de Finlandia, a lo que Mólotov respondió diciendo que lo hecho por parte de la Unión Soviética en los países bálticos podía ser visto como un espejo, un curso de acción que Hitler no aceptó.
Un par de meses después, en enero de 1941, Moscú exigió a Finlandia que cediera el control del área minera de Petsamo a los soviéticos, pero Finlandia, envalentonada por una nueva fuerza de defensa reconstruida y el apoyo alemán, rechazó la propuesta.

### El camino a la guerra
Las negociaciones en torno a los derechos mineros sobre el níquel de Petsamo habían obtenido escasos avances durante seis meses, cuando el ministro de Asuntos Exteriores soviético anunció, en enero de 1941, que las negociaciones debían ser concluidas rápidamente. El mismo día, la Unión Soviética interrumpió el suministro de grano a Finlandia. El embajador soviético Zótov fue llamado a consultas el 18 de enero y los boletines de la radio soviética comenzaron a atacar a Finlandia. Los alemanes destacados en el norte de Noruega informaron el 1 de febrero de que la Unión Soviética había reunido un grupo de 500 barcos de pesca en Múrmansk, capaces de transportar una división. Hitler ordenó a las tropas en Noruega ocupar Petsamo (Operación Renntier) inmediatamente si la Unión Soviética atacaba a Finlandia.
Los finlandeses ofrecieron la mitad de la explotación minera a los soviéticos y pidieron garantías de que no se fomentaría ninguna agitación antigubernamental en las minas. La oferta no satisfizo a los soviéticos, y cuando Mannerheim declaró que ofrecer cualquier concesión adicional pondría en peligro la defensa del país y amenazó con dimitir en tal caso, los finlandeses decidieron dejar en suspenso las negociaciones al no ver ningún movimiento en las posiciones soviéticas. Tras el fracaso de las negociaciones sobre el níquel, las actividades diplomáticas se interrumpieron durante unos pocos meses. Sin embargo, a finales de la primavera de 1941, la URSS hizo una serie de gestos de buena voluntad para evitar que Finlandia cayera por completo bajo la influencia alemana. El embajador Iván Zótov fue reemplazado por el más flexible Pável Orlov. Además, el gobierno soviético anunció que ya no se oponía a un acercamiento entre Finlandia y Suecia. Estas medidas conciliatorias, sin embargo, no tuvieron ningún efecto en la política finlandesa. Finlandia deseaba reingresar a la Segunda Guerra Mundial principalmente debido a la invasión soviética de Finlandia durante la Guerra de Invierno, que tuvo lugar después de que las intenciones finlandesas de confiar en la Sociedad de las Naciones y la neutralidad nórdica para evitar conflictos habían fallado por falta de soporte externo.
De esta forma, Finlandia tenía como objetivo principal revertir las pérdidas territoriales impuestas por el Tratado de Paz de Moscú de marzo de 1940 y, dependiendo del éxito de la invasión alemana de la Unión Soviética, posiblemente expandir sus fronteras, especialmente en Carelia Oriental, a pesar de que esta visión aún genera discusión entre académicos. Algunos grupos nacionalistas, como la Academic Karelia Society, apoyaron una ideología de la Gran Finlandia, aun cuando no contaran con apoyo explícito del gobierno o círculos cercanos a este.

### Planes de guerra alemán y finlandés
La cuestión de cuándo y por qué Finlandia se preparó para la guerra sigue siendo algo opaca. El historiador William R. Trotter declaró que "hasta ahora ha resultado imposible determinar con precisión la fecha exacta en que Finlandia se tomó la confianza sobre la Operación Barbarroja" y que "ni los finlandeses ni los alemanes fueron totalmente sinceros entre sí en cuanto a sus objetivos nacionales y métodos. En cualquier caso, el paso de la planificación de contingencias a las operaciones reales, cuando llegó, fue poco más que una formalidad". De cualquier forma, el círculo interno del liderazgo finlandés, encabezado por el presidente Risto Heikki Ryti y Mannerheim, planeó activamente operaciones conjuntas con Alemania bajo un velo de neutralidad ambigua y sin acuerdos formales, después de que el intento de alianza con Suecia resultara infructuoso, según un análisis del historiador finlandés Olli Vehviläinen. Incluso entonces, la mayoría de los historiadores concluyen que Finlandia no tenía alternativas realistas para cooperar con Alemania en ese momento.
De esta forma, el 20 de mayo, los alemanes invitaron a varios oficiales finlandeses a discutir la coordinación de la Operación Barbarroja. Los participantes se reunieron del 25 al 28 de mayo en Salzburgo y Berlín, y continuaron su reunión en Helsinki del 3 al 6 de junio. Acordaron la llegada de las tropas alemanas, la movilización finlandesa y una división general de operaciones. También acordaron que el ejército finlandés comenzaría la movilización el 15 de junio, pero los alemanes no revelaron la fecha real del asalto. Las decisiones en Finlandia fueron tomadas por el círculo interno de líderes políticos y militares, sin el conocimiento del resto del gobierno y otros poderes del Estado, cuando fueron informados el 9 de junio de que se requeriría la movilización de reservistas, debido al aumento de tensiones entre Alemania y la Unión Soviética.
De acuerdo a lo expresado por el presidente Ryti en octubre de 1941, Finlandia pretendía recuperar todos los territorios cedidos a la Unión Soviética tras la Guerra de Invierno, junto con la anexión de toda la Península de Kola y la Karelia soviética. De esta forma, la futura frontera habría de quedar trazada:
- desde la orilla del Mar Blanco en la Bahía de Onega hasta el extremo sur del Lago Onega;
- a lo largo del Río Svir y la orilla sur del lago Ládoga;
- a lo largo del Río Nevá hasta su desembocadura.

## Despliegue de fuerzas

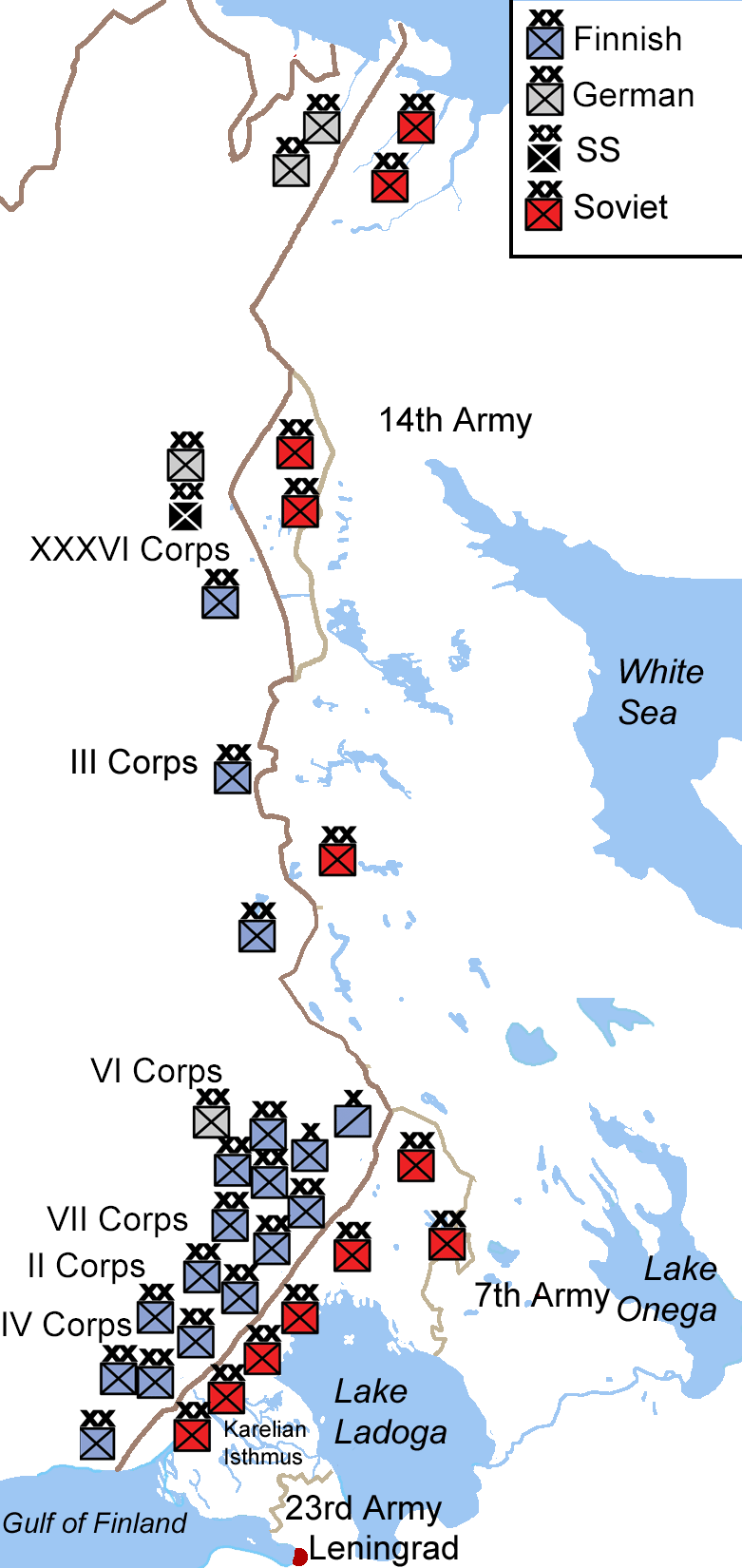
Despliegue territorial de fuerzas germano-finlandesas y soviéticas antes del inicio del conflicto.

### Despliegue soviético

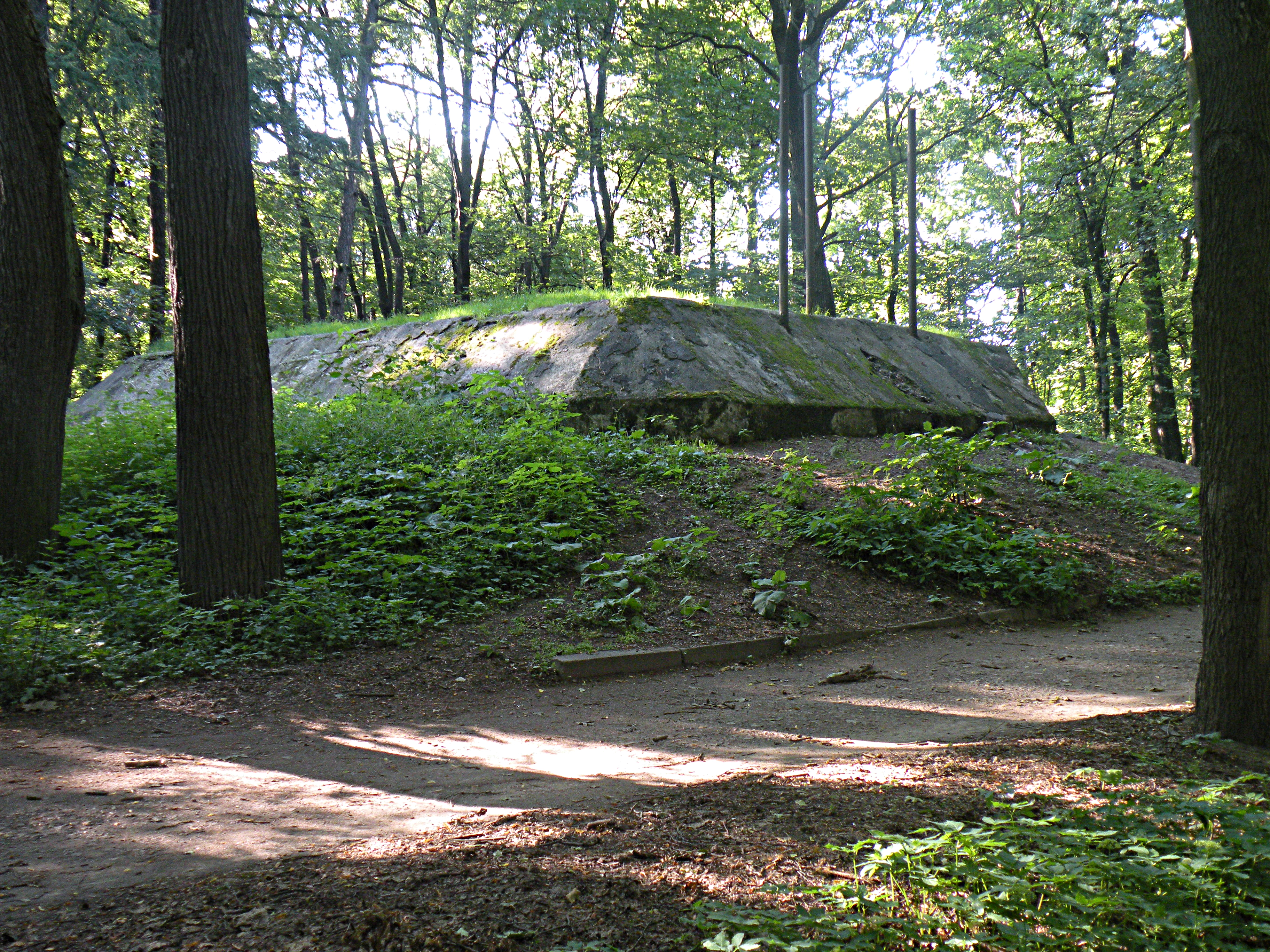
Búnker en la antigua línea fortificada, territorio actualmente perteneciente a la Universidad Forestal Estatal de San Petersburgo.

La frontera de la Unión Soviética con Finlandia estaba comprendida en el Frente Norte (en ruso, Северный фронт), dependiente del Distrito Militar de Leningrado, comandado por el teniente general Markián Popov, con una fuerza de 450 000 soldados divididos en 18 divisiones y 40 batallones independientes. Inmediatamente después de concluida la Guerra de Invierno, el 23.º ejército fue desplegado al Istmo de Carelia, el 7.º Ejército al Lago Ládoga, y el 14.º Ejército se desplegó en las regiones de Múrmansk-Salla. El Frente Norte consideraba, además, ocho divisiones aéreas, sumando un total de 700 aviones. Finalmente, la Flota del Báltico en aquel entonces estaba constituida por 2 acorazados, 2 cruceros ligeros, 47 destructores o botes torpedo, 75 submarinos y otros 200 navíos menores.
Una vez concluida la guerra con Finlandia y de forma secreta, la Stavka ordenó la construcción de una línea defensiva en el área fronteriza de Párgolovo - Kuyvozi, 20 kilómetros al norte de Leningrado, conocida como la Región Fortificada de Carelia n.º 22, de 60 kilómetros de extensión, consistente en búnkeres, nidos de ametralladoras, trincheras y secciones de artillería de corto alcance.
Junto con las construcciones defensivas las autoridades soviéticas diseñaron planes operativos para la conquista de Finlandia, pero estos terminaron de verse frustrados tras el inicio de la Operación Barbarrosa y la consecuente necesidad de tropas.

### Despliegue finlandés y alemán
El 8 de julio de 1940, se firmó el Acuerdo de Tránsito entre Alemania y Finlandia, que permitió a tropas del Tercer Reich moverse por el país en una supuesta dirección a Noruega, aunque se quedaron acantonadas esperando la orden de despliegue estratégico para los futuros asaltos a las ciudades rusas de Múrmansk y Leningrado, teniendo el objetivo de capturar Arcángel en el mediano plazo. De esta forma, fueron desplegadas cuatro divisiones, totalizando 67 000 soldados alemanes en el denominado Frente Ártico, considerando 500 kilómetros de extensión, en la región de Laponia.
Las Fuerzas Armadas de Finlandia, al mismo tiempo, movilizaron un aproximado de 500 000 soldados comprendidos en 14 divisiones y 3 brigadas para la invasión, comandados por el Mariscal de Campo (sotamarsalkka) Mannerheim. La organización territorial del despliegue de fuerzas fue la siguiente: el 2.º y 4.º Ejército en el Istmo de Carelia, incluyendo siete divisiones de infantería y una brigada; el Ejército de Carelia, desplegado al norte del Lago Ládoga, comandado por el General Erik Heinrichs, considerando los Cuerpos Quinto y Sexto, con un total de siete divisiones, incluyendo la 163.º división de infantería alemana, y tres brigadas; finalmente, la 14.º División, desplegada en la región de Kainuu, comandada directamente por el cuartel central de Helsinki.

## La guerra

### Operaciones iniciales

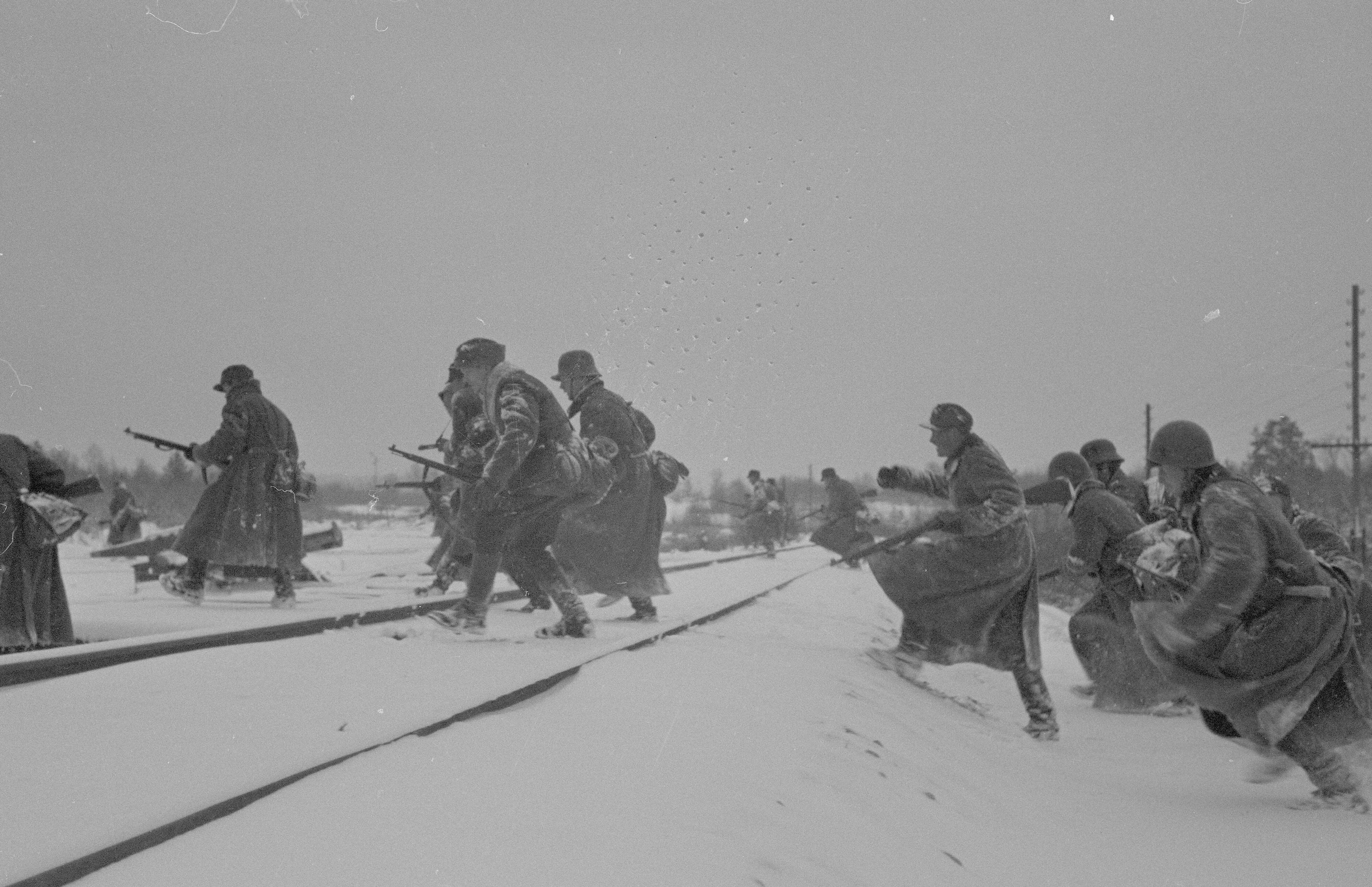
Soldados finlandeses cruzando la línea del ferrocarril a Múrmansk en 1941.

En la noche del 21 de junio, barcos minadores alemanes establecieron un campo de minas navales en todo el Golfo de Finlandia, con el fin de bloquear el tránsito de la Flota del Báltico soviética. Posteriormente, aviones minaron la desembocadura del Río Nevá junto con algunos sectores del Golfo de Leningrado. Inmediatamente después, fuerzas finlandesas lanzaron la Operación Kilpapurjehdus ("Regatta"), desplegando fuerzas en las islas Aland, arrestando al personal del consulado soviético. Al día siguiente, las fuerzas del Eje comenzaron la invasión de la Unión Soviética, que respondió en el Frente Norte enviando siete bombarderos que generaron daños menores en suelo finlandés. Sin embargo, en la mañana del 25 de junio, un segundo bombardeo fue ordenado, esta vez considerando 460 aviones entre bombarderos y cazas, con el propósito de atacar 19 aeródromos y otras instalaciones militares en Finlandia. Sin embargo, debido a una pobre inteligencia respecto a la ubicación de los objetivos, junto con una baja precisión de los aviones, varias localidades urbanas fueron atacadas, entre ellas Helsinki, Turku, Kotka, Rovaniemi, y el Castillo Turku, patrimonio arquitectónico nacional. En el ataque 23 aviones soviéticos fueron derribados, mientras que Finlandia no reportó ni una baja militar. A pesar de haber sido alcanzados todos los aeródromos, estos siguieron operativos.
A pesar de la explicación soviética respecto a que el ataque consideraba exclusivamente blancos militares alemanes en territorio finlandés, el ataque a ciudades fue utilizado como excusa por parte del gobierno para aprobar una "guerra defensiva". De acuerdo con algunos historiadores, este mensaje tuvo en sí mismo un interés en condicionar a la opinión pública local, en tanto en el exterior se asumió a Finlandia como un aliado de las potencias del Eje. Como consecuencia, el estado de guerra fue aprobado por el parlamento el 26 de junio.

### Declaración de guerra británica
El día 12 de julio de 1941, la Unión Soviética y el Reino Unido firmaron un acuerdo de operaciones conjuntas. De esta forma, el 30 de julio, tras iniciadas las hostilidades, el Reino Unido llevó a cabo los bombardeos de Kirkenes y Petsamo. Si bien este ataque fue considerado como menor, permitió demostrar el compromiso de los británicos con su aliado soviético. Como consecuencia, y bajo presión Alemana, Finlandia se vio obligada a cerrar la legación británica en Helsinki, rompiendo relaciones diplomáticas el 1 de agosto. Posteriormente, 39 aviones Hawker Hurricane, del Ala Británica 151, fueron apostados en Murmansk, con el objetivo de dar cobertura aérea a los convoyes árticos y entrenar a pilotos soviéticos. A pesar de la hostilidad abierta, la declaración de guerra británica se produjo el día 6 de diciembre, después de un ultimátum dado el 28 de noviembre. Los países de la Commonwealth, tales como Canadá, Australia, India y Nueva Zelanda hicieron lo propio.

### Ofensiva finlandesa
El día 10 de julio, el ejército finlandés lanzó una gran ofensiva hacia la región de Carelia y el lago Ládoga, particularmente en dirección a Korpiselä, centrándose en el ala izquierda de la localidad. El ataque fue dirigido por la 1.ª Brigada Jaeger, comandada por el coronel Ruben Lagus, que llegó a las costas del Ládoga el 16 de julio, cortando al 7.º Ejército soviético en dos. Como respuesta, y en un intento desesperado de contener la invasión, la Stavka envió todas las unidades estacionadas a lo largo de la frontera a la nueva línea del frente. Sin embargo, el 31 de julio el 2.º Cuerpo finlandés inició una ofensiva al norte del Istmo de Carelia, alcanzando las costas del lago el 9 de agosto, logrando cercar a la mayoría de los defensores soviéticos. Posteriormente, estos serían evacuados en navíos a través del lago hacia la orilla sur. 

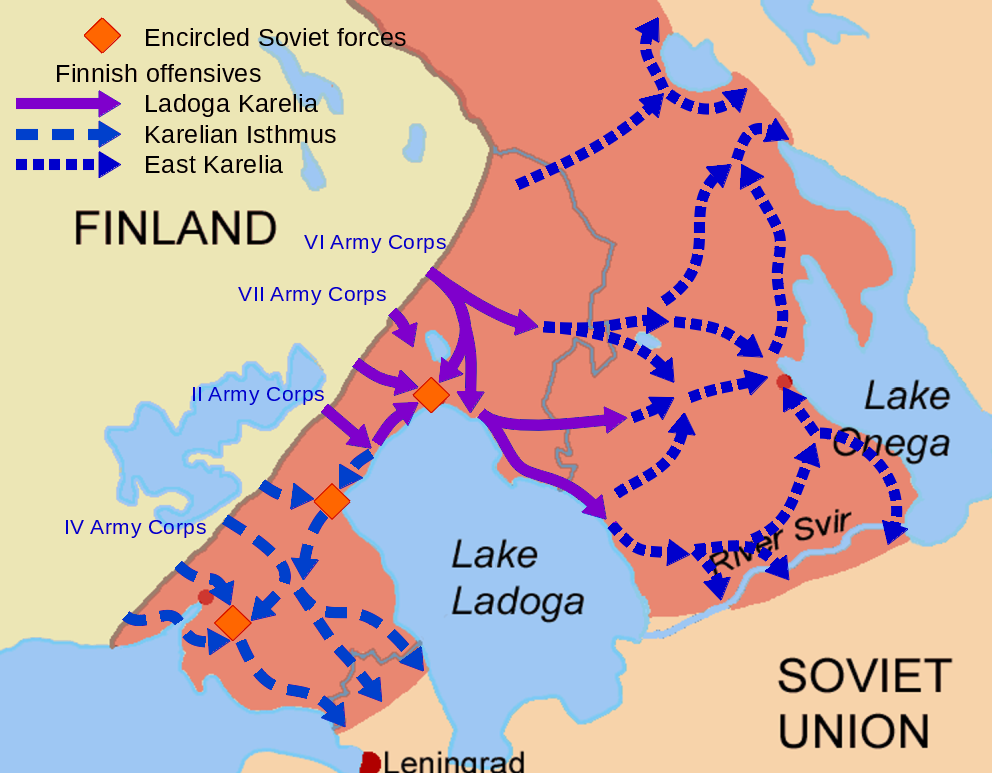
Máximo avance finlandés en la región de Carelia y el Lago Ládoga. El límite fronterizo de 1939 se muestra en gris. En naranja se muestra el envolvimiento de fuerzas soviéticas.

El día 22 de agosto el 4.º Cuerpo finlandés inició una ofensiva al sur del 2.º Cuerpo, avanzando hacia la ciudad de Výborg (en finés, Viipuri), logrando cercar la ciudad al día siguiente, a pesar de los intentos soviéticos de detener el avance. De forma consecuente, las autoridades soviéticas ordenaron una evacuación por vía marítima de la ciudad, lo que significó la pérdida significativa de material bélico y equipamiento. Debido a las fuertes bajas sufridas, el 23.º Ejército soviético no pudo concretar su ofensiva planeada para levantar el cerco, y por el contrario, la ciudad volvió a ser ocupada por Finlandia. Para el 2 de septiembre las Fuerzas Armadas de Finlandia alcanzaron los límites anteriores a la Guerra de Invierno, lo que supuso la división del Frente Norte soviético en dos: el Frente de Carelia, y el Frente de Leningrado.  

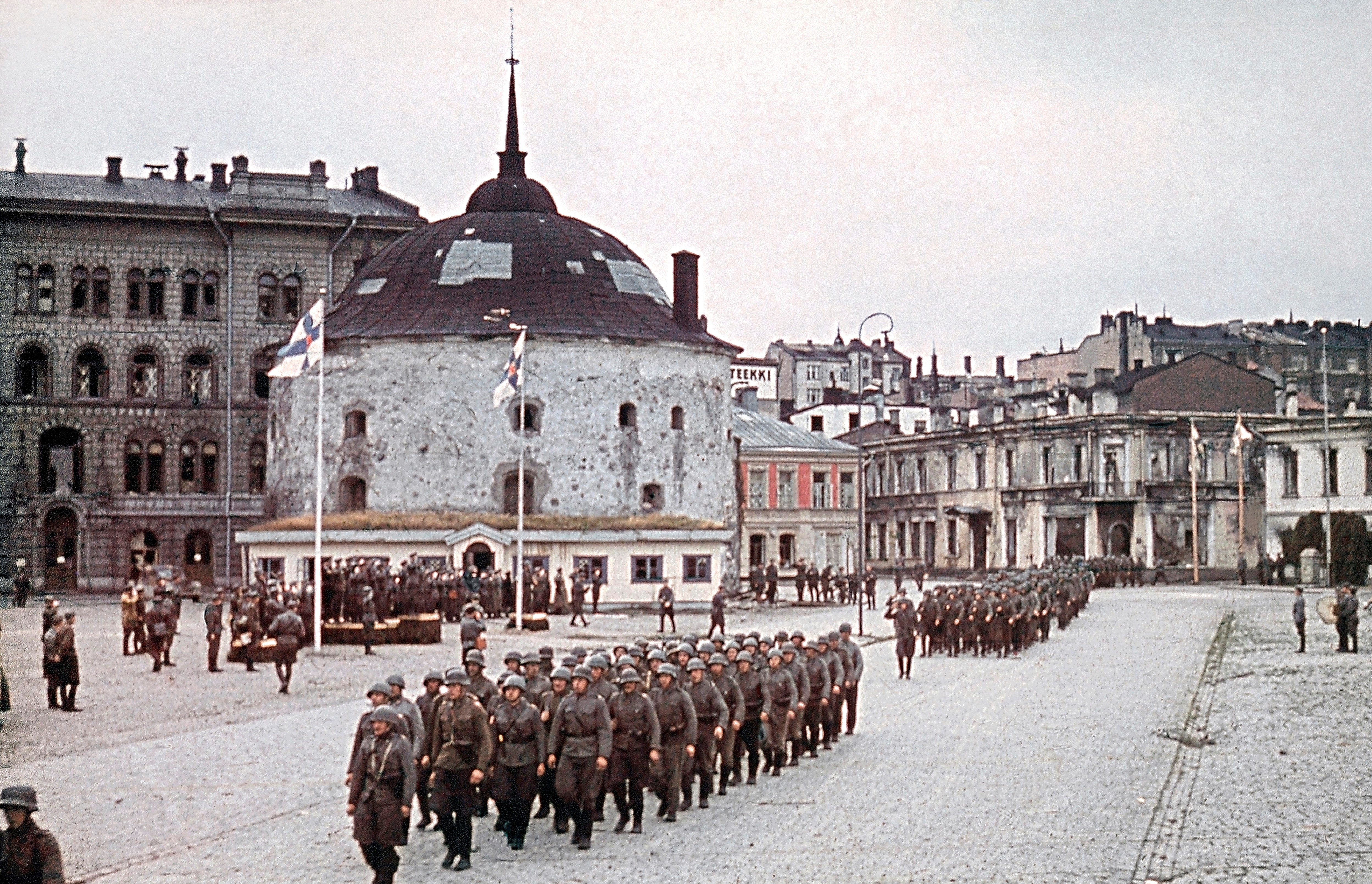
Soldados finlandeses marchan por el centro de Viipuri (Výborg) el 31 de agosto de 1941, celebrado su captura.

El 31 de agosto, se dio la orden al 2.º y 4.º Cuerpo de avanzar más allá del límite original, particularmente por la orilla occidental del Lago Ládoga, deteniendo su avance a 32 kilómetros de Leningrado. En ese punto, los cuarteles generales de Helsinki dieron la orden de detener el avance establecer posiciones defensivas. El 4 de septiembre de 1941, el general Jodl, jefe del Estado Mayor alemán, fue enviado al comando de Mannerheim en Mikkeli con el objetivo de presionar para que las fuerzas finlandesas avanzaran aún más, pero recibió una negativa: Finlandia no participaría en el ataque a Leningrado. El 1 de septiembre, el 4.º Cuerpo derrotó al 23.º Ejército soviético en la Batalla de Polampi, haciendo que los soviéticos se retiraran de la región definitivamente, a fin de auxiliar el Frente de Leningrado. Casi de forma paralela, el 8 de septiembre los alemanes ocuparon Shlisselburg, cerrando el anillo del bloqueo de Leningrado desde el sur, dando comienzo al sitio de la ciudad.
El 1 de octubre, las fuerzas soviéticas evacuaron la ciudad de Petrozavodsk, la que fue posteriormente ocupada por las fuerzas finlandesas, y el frente terminó por estabilizarse sin grandes enfrentamientos. Es en ese contexto que Mannerheim ordena la prohibición expresa de que aviones finlandeses sobrevuelen el espacio aéreo de Leningrado, a fin de no contribuir al esfuerzo bélico del Eje sobre la ciudad.

### Estabilización del frente
Debido a la necesidad imperiosa de la Stavka de impedir la caída de la ciudad de Leningrado, y ante la negativa finlandesa de contribuir al sitio de la ciudad, el Frente de Carelia fue asumido como un frente de operaciones secundario, por lo que no se idearon ofensivas para hacer retroceder a las fuerzas finlandesas, al menos de momento, lo que les permitió construir posiciones defensivas en los territorios conquistados. Al mismo tiempo, permitió a los alemanes tomar la ofensiva en el Frente Ártico. La ofensiva fue retomada por las fuerzas soviéticas en 1942.

### El Sitio de Leningrado

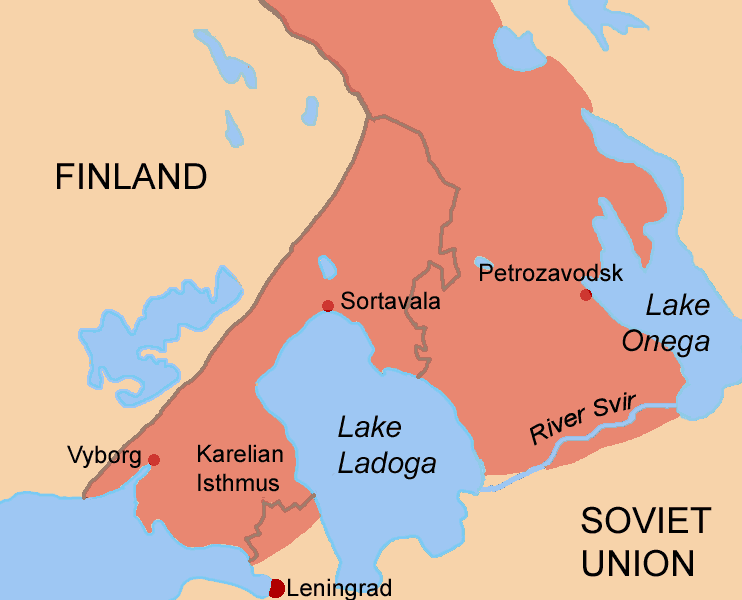
Algunos autores han sostenido que Finlandia participó activamente en el Sitio de Leningrado. En esta imagen puede verse el avance finlandés sobre Karelia y el bloqueo a la ciudad por el frente norte. A pesar de lo anterior, Finlandia no atacó la ciudad en ninguna fase del sitio.

El papel de las fuerzas finlandesas respecto al sitio de Leningrado ha sido discutido ampliamente, pero no existe un consenso al respecto. El avance máximo finlandés en dirección a la ciudad de Leningrado se detuvo a 32 kilómetros, justo en el punto donde se encontraba la frontera hasta 1939, por lo que múltiples autores sostienen que el rol de Finlandia está probado, pero aún se desconocería la extensión y relevancia de la cooperación. Una vez que las líneas finlandesas fueron establecidas, el ministro de Relaciones Exteriores de Finlandia, Rolf Witting, informó al embajador de Estados Unidos en Finlandia, Arthur Schoenfield, que la operación ofensiva en el istmo de Carelia se detuvo en la antigua frontera, previa a la Guerra de Invierno, y que "bajo ninguna circunstancia" Finlandia participaría en la operación ofensiva contra Leningrado, pero que mantendría una defensa estática a la espera de una resolución política del conflicto. Witting llamó la atención de Schenfield, sin embargo, sobre el hecho de que Alemania no debería enterarse de aquella conversación.
Sin embargo, David Glantz, historiador norteamericano, ha sostenido que el ejército finlandés en general mantuvo sus líneas y contribuyó al sitio desde 1941 hasta 1944, mientras que el historiador ruso Nikolái Barýshnikov manifestó el 2002 que Finlandia, de forma tácita apoyó la política de Hitler de dejar morir de hambre a la ciudad. Por el contrario, en 2009, el historiador británico Michael Jones refutó a Barýshnikov, manteniendo la idea de que el ejército finlandés cortó la línea de suministros a la ciudad por el lado norte, pero que no tomó ninguna otra acción militar referente al ataque a la ciudad. En 2006, la historiadora Lisa Kirchenbaum manifestó que el sitio de la ciudad comenzó cuando las tropas finlandesas y alemanas bloquearon todos los accesos desde y hacia Leningrado.
De acuerdo con Clements, el Mariscal Mannerheim personalmente se negó a la petición de Hitler de asaltar la ciudad en la reunión que sostuvieron el 4 de junio de 1942. Al respecto, Mannerheim le explicó a Hitler que “Finlandia tenía todas las razones para desear mantenerse fuera de cualquier otra provocación futura a la Unión Soviética”. Sin embargo, en 2014, Jeff Rutherford describió la ciudad como “atrapada entre el ejército alemán y finlandés”, mientras que el historiador británico John Barber manifestó que la ciudad fue sitiada “por alemanes y finlandeses desde el 8 de septiembre de 1941 hasta el 27 de enero de 1944”. Igualmente, en 2017, Alexis Peri escribió sobre el sitio que “la ciudad había quedado completamente aislada, excepto por el paso a través del Lago Ládoga, por las fuerzas de Hitler y sus aliados finlandeses”.
Lo que sí genera mayor consenso es el despliegue de la Unidad Naval Finlandesa del Lago Ládoga, consistente en 150 lanchas rápidas, 2 minadores, 4 barcos a vapor, y numerosas baterías costeras, junto a unidades alemanas e italianas, desde agosto de 1941. Aquellas fuerzas hundieron varios transportes de abastecimiento a la ciudad de Leningrado, pero fueron retiradas del lago en el invierno de 1942-43.

### Contraataques soviéticos de 1942

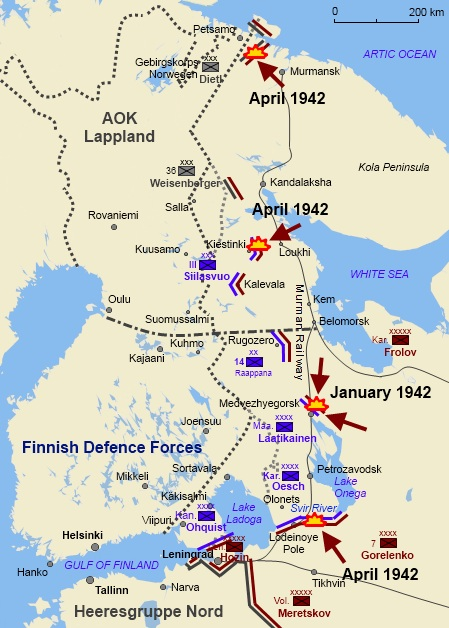
Las fuerzas soviéticas condujeron cuatro ataques en la primera mitad de 1942, todos los cuales fueron rechazados.

Debido al redespliegue de fuerzas realizado por la Stavka para la defensa de Leningrado, entre 1942 y 1943, las líneas del frente se mantuvieron sin grandes enfrentamientos, en las que ambos ejércitos se atrincheraron. Esto, a pesar de que en enero de 1942 las fuerzas soviéticas lanzaron ofensivas para retomar la localidad de Medvezhiegorsk (en finés: Karhumäki), perdida a finales de 1941, pero fueron rechazados. Posteriormente, con la llegada de la primavera en abril, el Ejército Rojo lanzó una gran ofensiva en todo el frente: junto al Río Svir, en la región de Kestenga (en finés: Kiestinki), al norte de la Región de Lapland, y también en el extremo norte, junto a Petsamo, acción llevada a cabo por la 14.º División de Fusileros, que realizaron asaltos anfibios apoyados por la Flota del Norte.
A pesar de que los ataques tuvieron un inicio prometedor, todos terminaron por ser rechazados. Esto se debió en parte a una excesiva extensión de la línea de suministros soviética, junto a una férrea y bien planificada estrategia de defensa finlandesa y alemana. En septiembre de 1942, la URSS volvió al ataque sobre Medvezhiegorsk, pero a pesar de cinco días de lucha, el Ejército Rojo logró avanzar tan solo 500 m. Al final de mes se produjo un desembarco soviético con dos batallones en Petsamo, que terminó siendo rechazado por un contraataque alemán.
En noviembre de 1941, Hitler decidió separar las fuerzas alemanas presentes en el frente, ya que todas dependían de las fuerzas estacionadas en Noruega, y creó el Ejército de Lapland, comandado por el Generaloberst Eduard Dietl. En junio, el Ejército de Laponia fue reasignado como 20.º Ejército de Montaña.

### Tentativas de Paz
El hecho de que la ofensiva finlandesa hubiera sido coincidente con la invasión alemana a la Unión Soviética generó fuertes reparos en la opinión pública e incluso en algunos altos mandos del ejército finlandés, en tanto parecía que el interés finlandés había quedado supeditado a la invasión alemana, lo que le restaría legitimidad. Además, las relaciones exteriores del país se vieron fuertemente deterioradas con Suecia y el Reino Unido, particularmente porque el ministro de Relaciones Exteriores, Rolf Witting, les había asegurado que las movilizaciones militares llevadas a cabo por Finlandia tenían un carácter meramente defensivo, y que de ninguna forma Finlandia realizaría una campaña militar conjunta con Alemania.
A pesar de estar en guerra en contra del Reino Unido y demás países de la Mancomunidad de Naciones, el punto de inflexión considerado por Finlandia para llegar buscar la paz fue la derrota de la Wermacht en la Batalla de Stalingrado. El 9 de febrero, las máximas autoridades finlandesas llevaron a cabo una reunión a puertas cerradas en el parlamento, desde la cual se anunció que:
Las fuerzas alemanas, sin duda, están comenzando a secarse... durante el invierno, Alemania y sus aliados perdieron casi 60 divisiones. Difícilmente será posible compensar tales pérdidas. Hasta ahora, hemos vinculado el destino de nuestro país a la victoria de las armas alemanas, pero en relación con el desarrollo de la situación, es mejor acostumbrarse a la posibilidad de que una vez más nos veamos obligados a firmar el Tratado de Paz de Moscú. Finlandia aún no tiene la libertad de seguir su propia línea de política exterior, por lo que debe continuar la lucha.
El 20 de marzo, el Departamento de Estado de Estados Unidos ofreció formalmente una mediación, pero la propuesta fue rechazada por ser considerada prematura. Sin embargo, el gobierno comenzó contactos con la Unión Soviética a través de su embajada en Suecia. El propósito era lograr la paz, pero manteniendo los territorios originales de antes de 1940, por lo que el acercamiento no surtió ningún efecto.
Alarmada ante lo que parecía ser el retiro de su aliado, en junio, Alemania exigió a Finlandia integrar una alianza militar formal, algo que fue rechazado categóricamente por el gobierno. De esta forma, el Tercer Reich cortó el envío de armamentos y alimentos al país, pretendiendo alarmar a las autoridades finlandesas, pero debido a que no produjo ningún cambio, Alemania repuso los envíos al cabo de un mes sin condiciones.
Durante la Conferencia de Teherán, el presidente de Estados Unidos, Franklin D. Roosevelt, le consultó a Stalin si estaba de acuerdo en discutir la cuestión finlandesa. Al respecto, éste le consultó si los Estados Unidos podían hacer algo para ayudar a sacar a Finlandia de la guerra. Así inició una conversación entre Stalin, Churchill y Roosevelt, teniendo como principal conclusión que los aliados aprobaran las condiciones que Stalin propondría a Finlandia para lograr la paz.

### La ofensiva estratégicaVíborg-Petrozavodsk

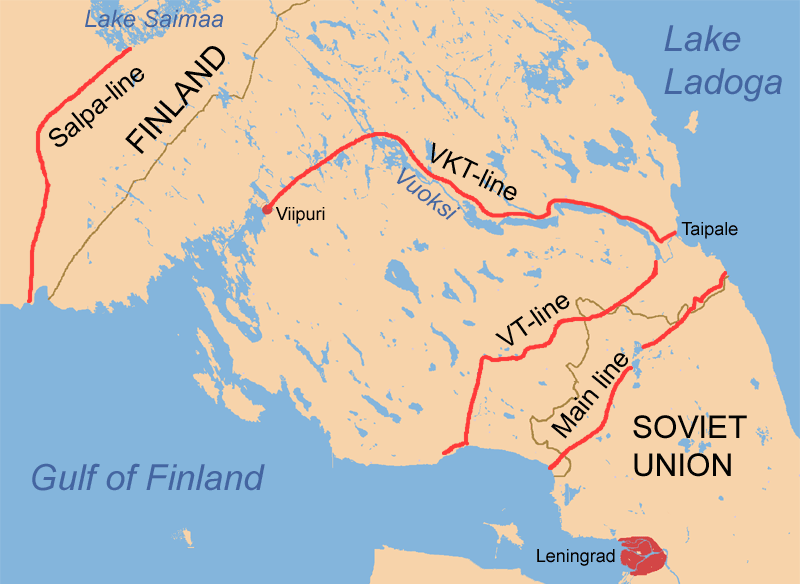
Mapa de las líneas defensivas finlandesas en Carelia. El avance ruso fue detenido en la línea VKT.

La Unión Soviética logró romper las defensas alemanas y finlandesas lanzando la ofensiva estratégica de Víborg-Petrozavodsk, el 10 de junio de 1944, pretendiendo destruir al ejército finlandés definitivamente. Para esto, consideró un ataque en dos frentes: uno desde Leningrado a través de Viborg hasta el río Kymi, y el segundo a través del río Svir, atravesando Petrozavodsk y Sortavala más allá de la frontera de 1940, buscando lograr un avance profundo en Finlandia. El plan requería que el ejército finlandés fuera destruido en el istmo de Carelia, y los restos bloqueados contra la orilla occidental del lago Ladoga entre los dos asaltos y el lago Saimaa. Así, el 9 de junio se produjo un bombardeo masivo en toda la línea del frente, compuesto por artillería, el 13.º ejército aéreo y la Flota del Báltico, que socavó la primera línea de defensa y produjo importantes deserciones en el ejército finlandés, que fue tomado por sorpresa. Inmediatamente después, unidades del 21.º Ejército Soviético abrieron la ofensiva en el sector de Valkeasaari, que estaba defendido por el 1.er Regimiento de Infantería de la 10.ª División finlandesa. Durante el día, las unidades soviéticas capturaron trincheras de primera línea y destruyeron fortificaciones, destrozando la primera línea de defensa finlandesa en el sector de avance.  
Finalmente, la ofensiva logró recuperar Karelia Oriental y llevar al ejército finlandés al lado norte de la bahía de Viborg y el río Vuoksi. También reabrió la ruta original del Ferrocarril de Murman y el Canal del Mar Blanco a las fuerzas del Frente de Carelia. Sin embargo, la ofensiva no logró romper la línea VKT y llegar al río Kymi, según lo ordenado por la Stavka. De hecho, a fines del verano de 1944, las fuerzas armadas finlandesas eran más fuertes y estaban mejor equipadas que nunca.
A pesar de las pérdidas sufridas, el ejército finlandés logró evitar el cerco de unidades del tamaño de un batallón y se benefició de los suministros entregados por Alemania.
Sobre la base de documentos encontrados después de 1991 en Rusia, el punto más importante del plan - la destrucción de las fuerzas finlandesas en el istmo de Carelia en un tiempo determinado y llegando a una determinada línea - había fracasado. A pesar de eso, el efecto psicológico de la ofensiva sobre el liderazgo finlandés no debe subestimarse. Aunque los finlandeses habían detenido la ofensiva en el istmo de Carelia después de 100 km y la Batalla de Ilomantsi había demostrado que el ejército finlandés seguía siendo una fuerza de combate viable, se estimó que si la ofensiva soviética continuaba con toda su fuerza, el ejército finlandés podría durar como máximo tres meses.
Para Finlandia, la situación general requería paz, especialmente cuando los alemanes no tenían muchas posibilidades de mantener a los finlandeses de su lado por más tiempo. Por otro lado, los aliados occidentales ya habían hecho su avance crucial en Normandía y se dirigían rápidamente hacia el este. 

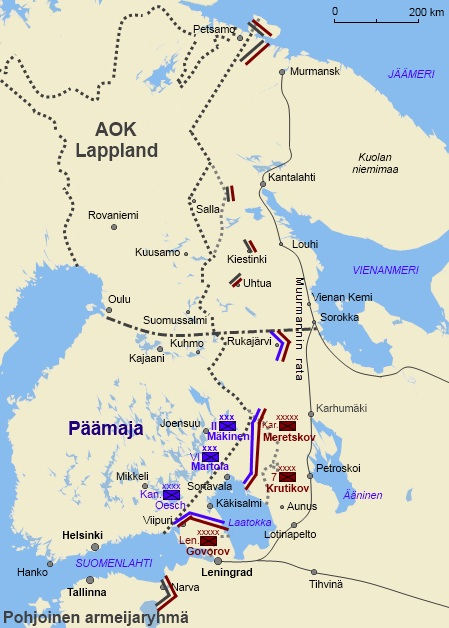
La línea del frente el 4 de septiembre de 1944, cuando el cese al fuego entró en vigor, dos semanas antes del cese de hostilidades oficial.

### Alto al fuego
El 1 de agosto de 1944, el presidente Ryti renunció. El 4 de agosto, Mannerheim prestó juramento como presidente de Finlandia ante el parlamento finlandés.
Condiciones de Paz
El 25 de agosto, los finlandeses solicitaron a la URSS (a través del embajador soviético en Estocolmo ) condiciones para el cese de hostilidades. El gobierno soviético planteó dos condiciones (acordadas con Gran Bretaña y EE. UU.): Primero, ruptura inmediata de relaciones con Alemania, y segundo, la retirada de las tropas alemanas antes del 15 de septiembre y, en caso de negativa, su internamiento.
El 2 de septiembre, Mannerheim envió una carta a Hitler con un anuncio oficial sobre la retirada de Finlandia de la guerra, y el 4 de septiembre entró en vigor la orden del alto mando finlandés de cesar las hostilidades en todo el frente. Así, la lucha entre las tropas soviéticas y finlandesas terminó. El alto el fuego entró en vigor a las 07:00 del lado finlandés, y la Unión Soviética cesó las hostilidades un día después, el 5 de septiembre.
El 19 de septiembre se firmó en Moscú un Acuerdo de Armisticio con la URSS y Gran Bretaña actuando en nombre de los países en guerra con Finlandia. Finlandia aceptó las siguientes condiciones: El regreso a las fronteras de 1940, con una concesión adicional a la Unión Soviética del sector Petsamo; el arrendamiento de la península de Porkkala (ubicada cerca de Helsinki ) por parte de la URSS por un período de 50 años (devuelta a los finlandeses en 1956); otorgar a la URSS el derecho de tránsito de tropas a través de Finlandia; reparaciones por valor de 300 millones de dólares estadounidenses, que debían ser reembolsados mediante el suministro de bienes en un plazo de 6 años; y el levantamiento de la prohibición del Partido Comunista.
El tratado de paz entre Finlandia y los países con los que estaba en guerra se firmó el 10 de febrero de 1947 en París.

## En la cultura popular
La película de 2017 Tuntematon sotilas, basada en la clásica novela homónima finlandesa de Väinö Linna, está basada en la Guerra de Continuación.